# William St. John Forman
William St. John Forman, född 20 januari 1847 i Natchez i Mississippi, död 10 juni 1908 i Champaign i Illinois, var en amerikansk demokratisk politiker. Han var ledamot av USA:s representanthus 1889–1895.
Forman studerade juridik och inledde 1870 sin karriär som advokat i Illinois. Han var borgmästare i Nashville, Illinois 1878–1884.
Forman efterträdde 1889 Jehu Baker som kongressledamot och efterträddes 1895 av Frederick Remann. Forman avled 1908 i Champaign och gravsattes på Masonic Cemetery i Nashville i Illinois.